# アフリカナガバノモウセンゴケ
アフリカナガバノモウセンゴケ Drosera capensis は、モウセンゴケ属の植物の一つ。細長い葉を持つ。古くから栽培される。

## 特徴
多年生の草本。初期には細長い葉を多数、根出状につけるが、次第に茎は立ち上がり、高さ5cm程度になって葉を互生する。葉ははっきりした葉柄がある。葉柄は長さ3-10cm、葉身よりやや幅狭く、中央に浅い縦溝がある。葉身は線形から線状のさじ形をなし、長さ3-6cm、幅は3-4mm、葉表には赤い粘毛を密生する。茎の下部は枯れた葉に覆われる。食虫植物であり、葉の粘毛で虫を捕らえる。虫が張り付いた葉は、大きく折り畳むように曲がって虫を包む。
花期は5-6月。15-25cmの長さに達する花茎を立て、先端に5-40の花を総状花序につける。花は茎の片方だけに生じ、下から開花するが、蕾の部分は下を向く。花は桃紅色で径は約2cm、花弁は楔形で長さ7-11mm、幅5-8mm。花柱は3、基部で2裂する。ただし地方変異もあり、葉幅がより広いものや狭いもの、花色が白いものなども知られる。粘毛の色は一般的な赤以外に無色、紫の計3系統がある。葉身が短いマイナーフォームも栽培されている。

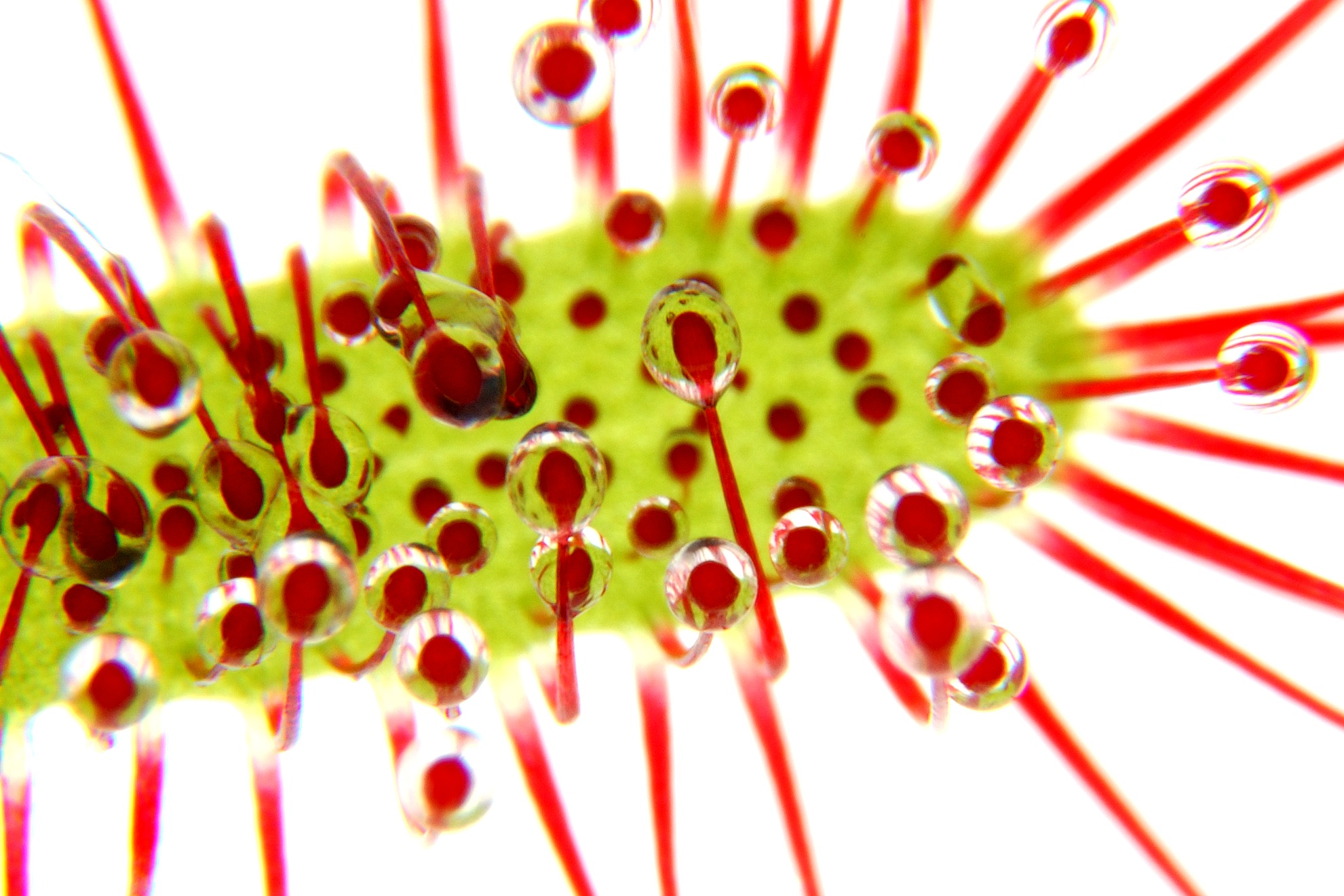
葉の表面
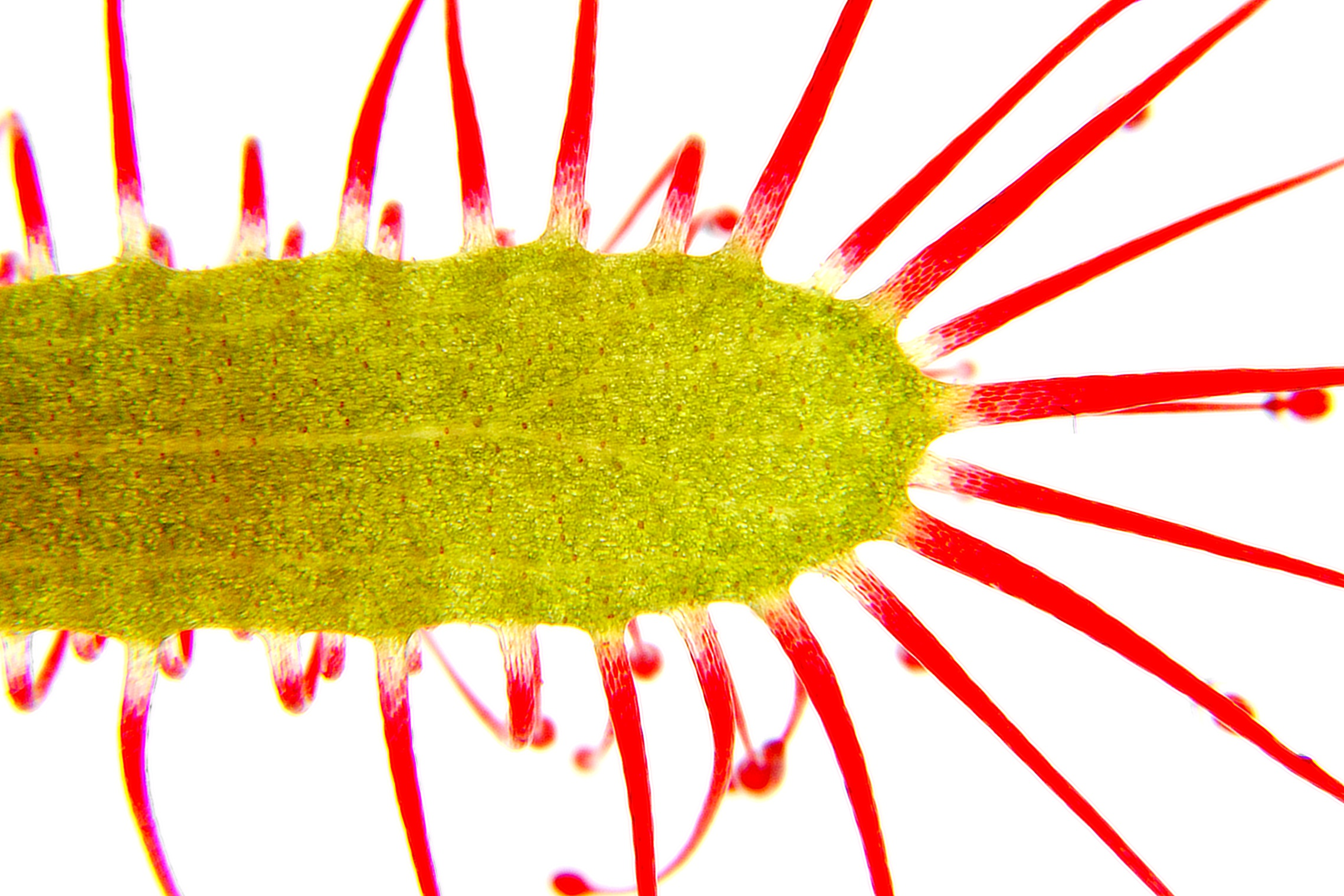
葉の裏面
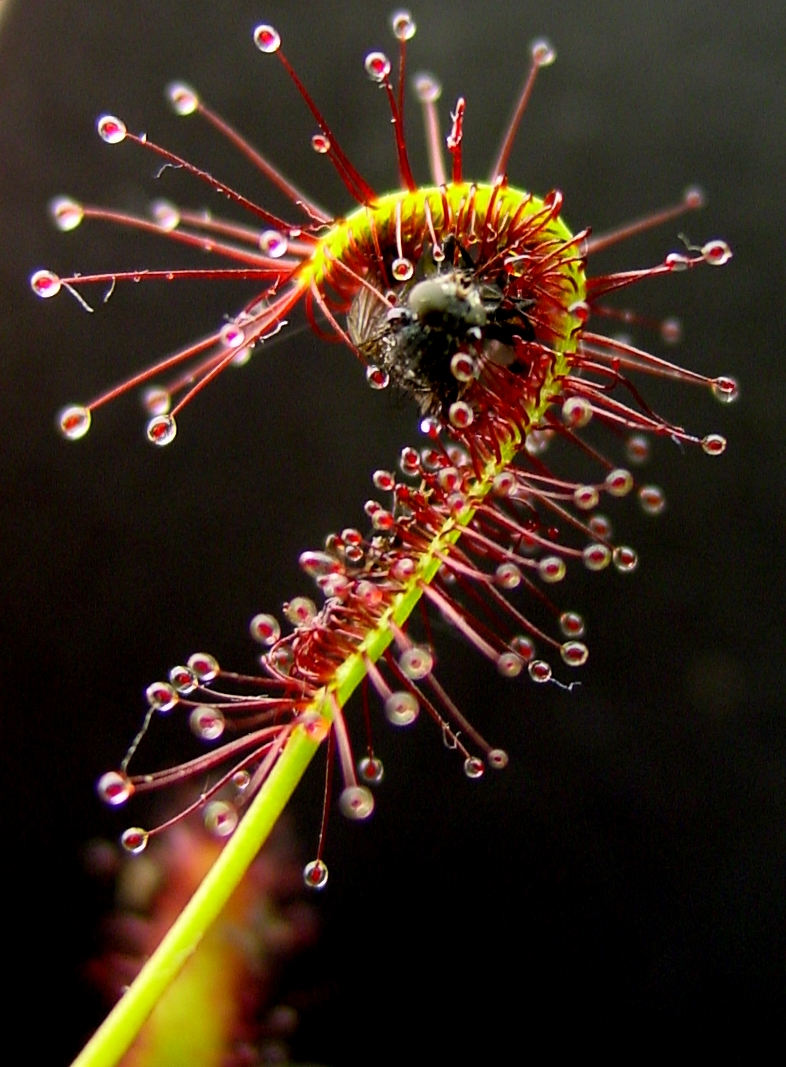
虫を捕らえた様子
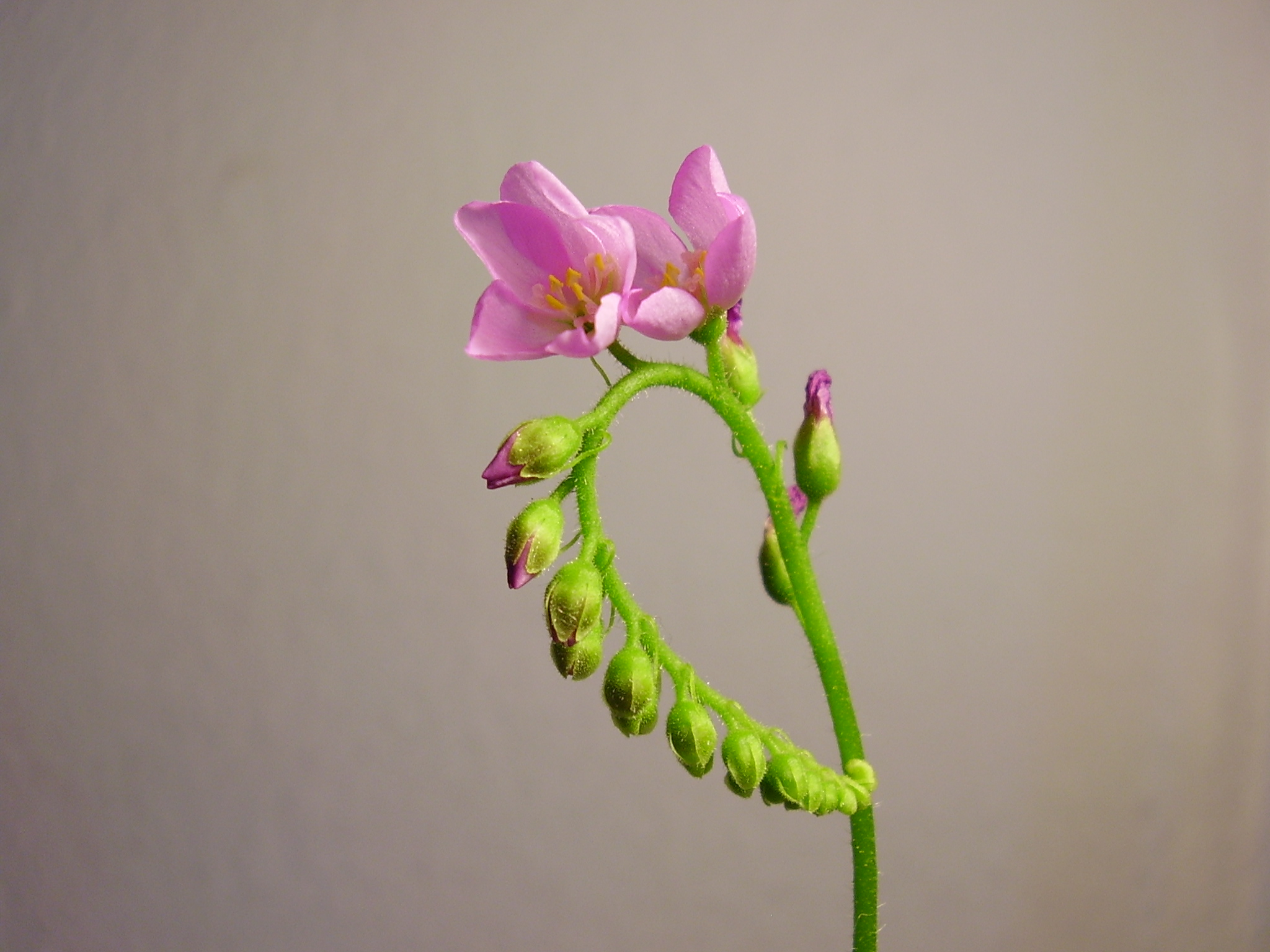
若い花序
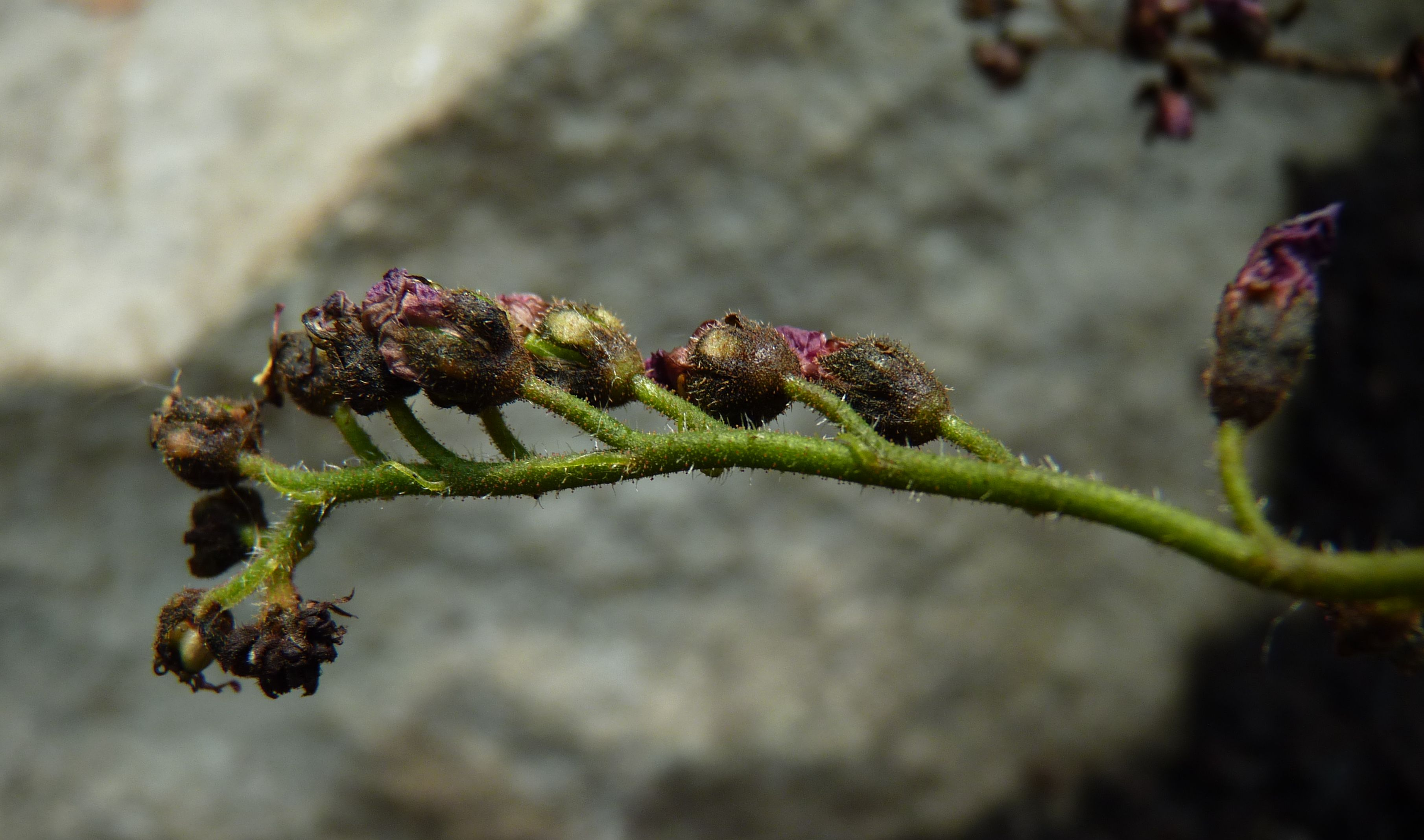
花が終わった様子
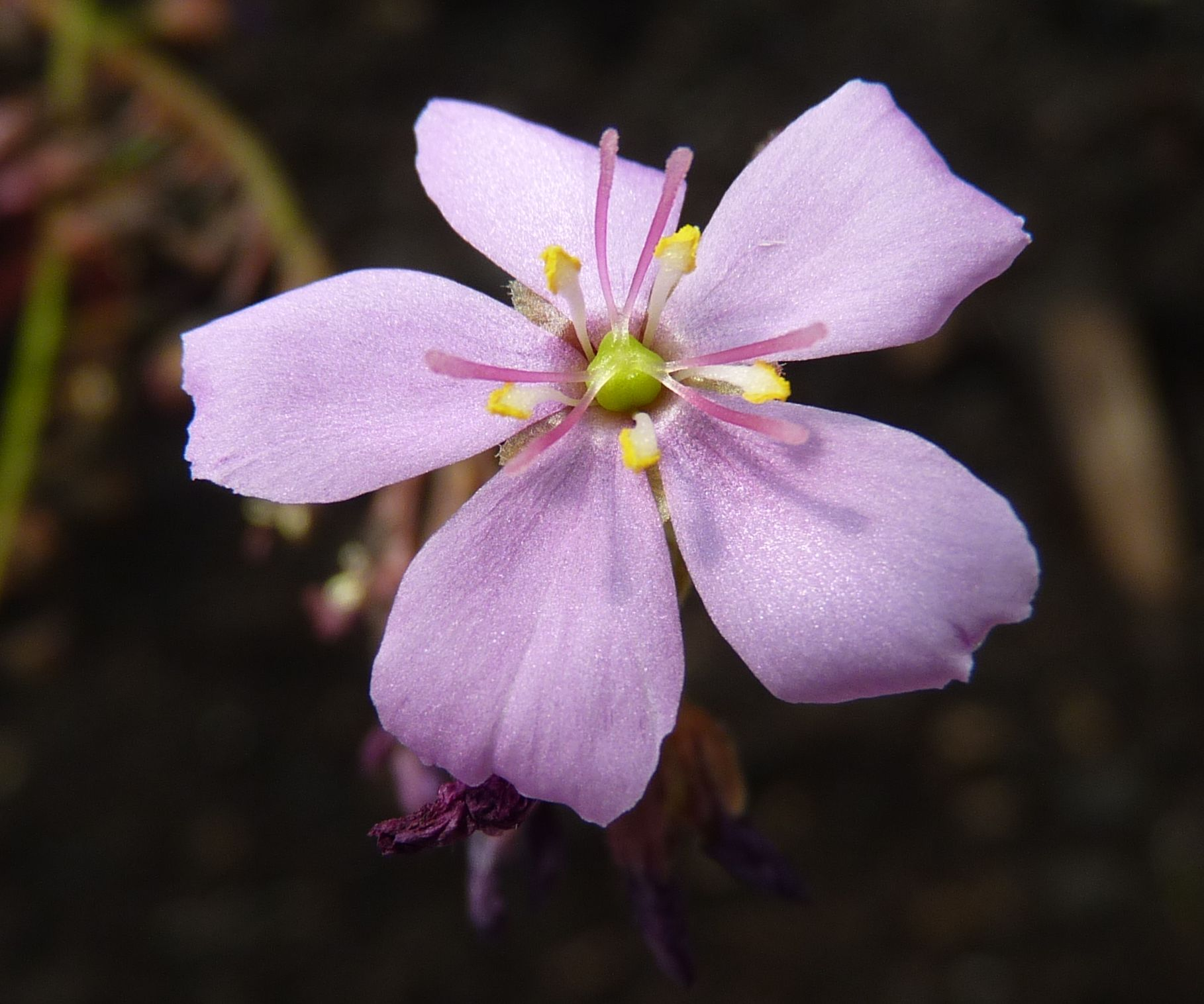
花

## 分布
南アフリカ、ケープ地方の原産。

## 利用
古くから園芸用に栽培された。改良品種も少数ながらある。栽培は容易だが、耐寒性は低く、凍らない程度の保温を要する。種子もよく取れるが、根を切って不定芽を出させることでも繁殖させる。